# Anisopogon avenaceus
Anisopogon es un género monotípico de plantas herbáceas de la familia de las poáceas. Su única especie, Anisopogon avenaceus, es originaria de Australia.

## Descripción
Es una planta perenne; cespitosa con culmos que alcanzan un tamaño de 60-110 cm de alto; herbácea. La caña con nodos glabros. Entrenudos. Culmos huecos. Hojas en su mayoría basales; no auriculadas. La lámina linear-lanceolada ; estrecha; de 2-3 mm de ancho; plana sin venación; persistente. La lígula es una membrana con flecos (la membrana es corta a relativamente larga, con pelos en la parte posterior). Contra-lígula ausente. Plantas bisexual, con espiguillas bisexuales; con flores hermafroditas .

## Taxonomía
Anisopogon avenaceus fue descrita por Robert Brown y publicado en Prodromus Florae Novae Hollandiae 176. 1810.
Etimología
Anisopogon: nombre genérico que deriva del griego anisos = (desigual) y pogon = (barba), refiriéndose a la vellosidad del lemma. 
avenaceus: epíteto latíno que significa "similar a la avena"
Sinonimia
- Avena anisopogon Raspail
- Danthonia anisopogon Trin.
- Deyeuxia avenacea (R.Br.) Spreng.[3]